# Théâtre municipal de Colmar

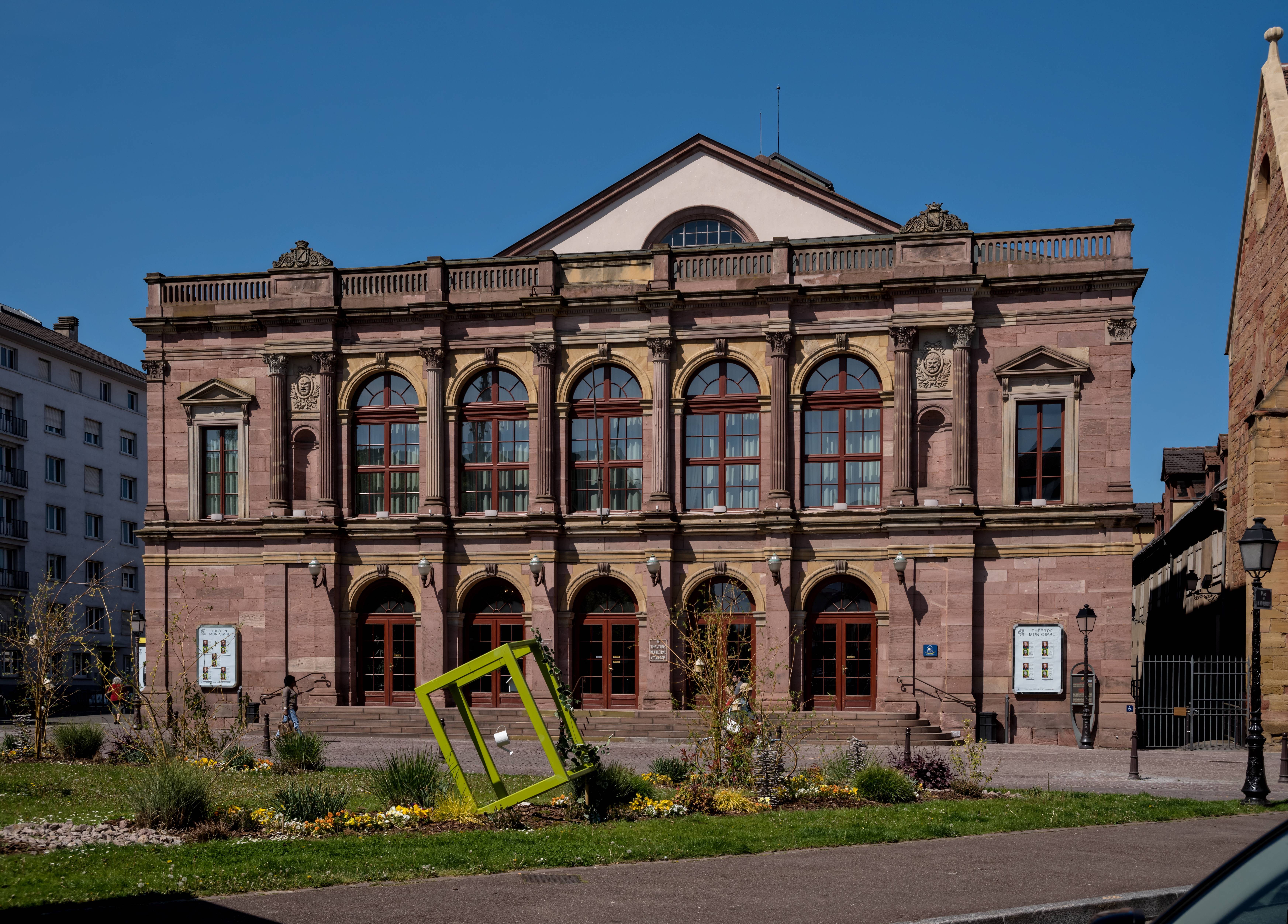
Stadttheater Colmar

Das Théâtre municipal de Colmar ist ein Theater in Colmar in Frankreich. Es wurde 1849 erbaut und mehrmals umgebaut. Das Haus ist neben Straßburg und Mülhausen eine der drei Spielstätten der Opéra national du Rhin. 

## Geschichte

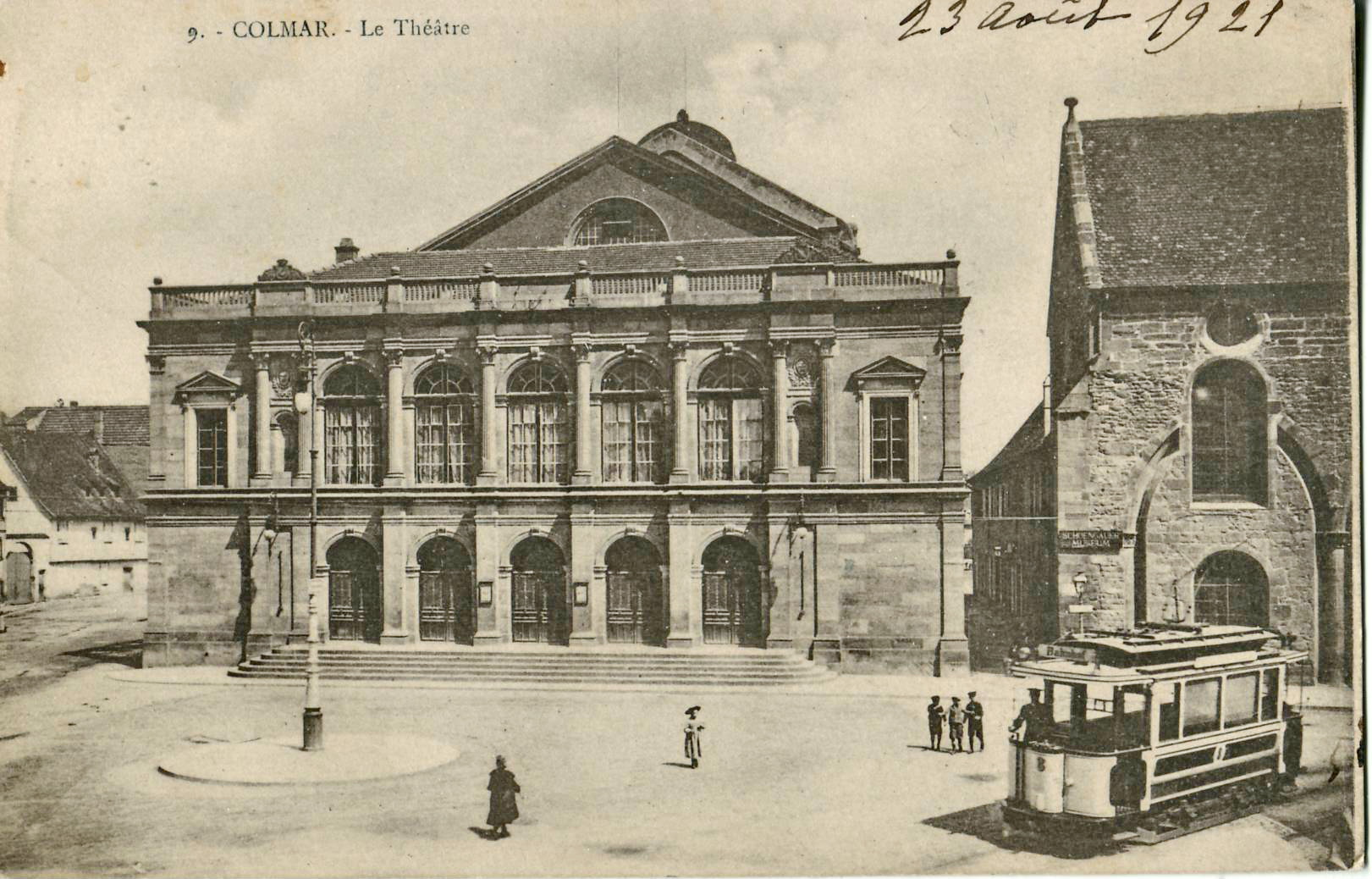
Theater, um 1920

1849 wurde das neue Stadttheater nach Plänen von Louis-Michel Boltz (1816–1882) als typisches italienisches Logentheater auf dem Gelände des vormaligen Dominikanerinnenklosters fertiggestellt und am 8. März 1849 eröffnet.
Seit 1872 wurde es unter deutscher Verwaltung weitergeführt, zunächst in Verbindung mit den Stadttheatern in Straßburg, Colmar, Metz und Hagenau. 
1902/03 fanden Erweiterungsbauten statt. 1999/2000 gab es die letzten größeren Umbauten, bei denen die Zuschauerkapazität von 750 auf 550 Plätze reduziert wurde.
Im Théâtre municipal werden vor allem Theaterstücke aufgeführt, auch von der Comédie de Colmar und weiteren Ensembles, außerdem Vorstellungen des Ballet du Rhin (innerhalb der Opéra national du Rhin) und weitere Veranstaltungen.

## Opernstudio
An das Haus angeschlossen ist das Opernstudio, in dem junge Sänger und Sängerinnen in Meisterklassen ausgebildet werden. Künstlerische Leiterin ist seit August 2021 die Dirigentin 
Sandrine Abello.